# Rungia crenata
Rungia crenata är en akantusväxtart som beskrevs av T. Anders.. Rungia crenata ingår i släktet Rungia och familjen akantusväxter. Inga underarter finns listade i Catalogue of Life.